# .ps
ps. هو امتداد خاص بالعناوين الإلكترونية (نطاق) domain للمواقع التي تنتمي لدولة فلسطين، والهيئة المسؤولة عنه هي الهيئة الوطنية الفلسطينية لمسميات الإنترنت (PNINA)ps/

## نطاقات ثانوية
هنالك عدة نطاقات ثانوية وثلاثية متاحة تخدم نطاق .ps، من بينها:
- .ps
- com.ps, net.ps, org.ps
- edu.ps.
- gov.ps.
- sch.ps

## وصلات خارجية
- الموقع الرسمي